# Kirsty Gallacher

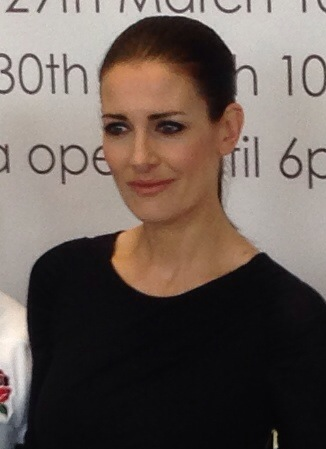
Kirsty Gallacher (2014)

Kirsty Jane Gallacher (* 20. Januar 1976) ist eine britische Fernsehmoderatorin und Model. Sie begann ihre Karriere 1998 bei Sky Sports News und moderierte Kirsty's Home Videos, RI:SE, Simply the Best, bevor sie von 2011 bis 2018 zu Sky Sports News zurückkehrte.

## Leben
Kirsty Gallacher wurde als Tochter des ehemaligen Ryder-Cup-Kapitäns Bernard Gallacher und Lesley Gallacher in Edinburgh, Schottland, geboren. Als ihr Vater den Job als Professional im Wentworth Golf Club bekam, zogen sie in den Süden nach Virginia Water, England, als sie 18 Monate alt war. Gallacher und ihre jüngeren Geschwister wuchsen auf dem Wentworth Estate auf, wo zu ihren engen Nachbarn auch Bruce Forsyth gehörte. Sie wurde in Coworth Flexlands und der St. George's School in Ascot, Berkshire, unterrichtet.

## Karriere
Von Mark Sharman, dem damaligen stellvertretenden Sportchef von Sky, bei einem Ryder-Cup-Dinner angesprochen, begann sie 1996 als Produktionsassistentin zu arbeiten, bevor sie zur Redaktionsassistentin bei Sky Sports aufstieg.
Ihren Durchbruch als Moderatorin erreichte sie bei Sky Sports News im Jahr 1998 und ist seitdem mit vielen anderen Sportsendungen wie 90 Minutes, Soccer Extra, Kirsty and Phil (auf BBC Radio 5 Live) und Soccer AM verbunden.
Von 2000 bis 2004 moderierte Gallacher die Sky1-Show Kirsty's Home Videos, ein Satelliten-Äquivalent zu ITVs You've Been Framed! in der Zuschauer Heimvideos einschicken, die dann vorgeführt werden. Im Jahr 2002 präsentierte sie die Morgenshow RI:SE, und 2004 begann sie mit der Show Simply the Best. Gallacher präsentierte den All Star Cup auf Sky1 im Jahr 2005 und auf ITV im Jahr 2006. Sie hatte Gastauftritte bei They Think It's All Over und A Question of Sport.
Im Jahr 2005 gewann Gallacher die dritte Staffel der beliebten Channel 4-Reality-TV-Serie The Games. Sie präsentierte dann die folgenden Jahre an der Seite von Jamie Theakston. Im Dezember 2005 veröffentlichte sie eine DVD mit dem Titel Body Sculpt with Kirsty Gallacher, in der sie verschiedene Workouts zeigt. Im Juli 2006 war sie Co-Moderatorin der BBC-Reality-TV-Show Only Fools on Horses.
2008 präsentierte Gallacher an der Seite von Ian Wright die neue Version von Gladiators auf Sky1.
Außerdem war sie im August 2010 zwei Wochen lang Gastmoderatorin bei GMTV with Lorraine und Lorraine auf ITV Breakfast.
Im Mai 2011 kehrte Gallacher zu Sky Sports zurück, um für Sky Sports News zu moderieren.
Am 27. August 2015 wurde bestätigt, dass Gallacher an der 2015er Staffel von Strictly Come Dancing teilnehmen würde. Am 5. September 2015 wurde bekannt gegeben, dass Gallacher mit dem professionellen Tänzer Brendan Cole für die Serie gepaart werden würde. Das Paar schied in Woche 6 aus und belegte den elften Platz.
Im Mai 2018 wurde bekannt, dass Gallacher Sky Sports verlässt.

## Auszeichnungen und Nominierungen
Gallacher wurde 1998 bei den Royal Television Society Television Sports Awards als beste Newcomerin nominiert. Bei den Television and Radio Industries Club Awards 2002 gewann sie den "Satellite/Digital TV Personality"-Preis, und mit "Kirsty's Home Videos" gewann sie 2003 den "Satellite/Digital Programme"-Preis des folgenden Jahres. Außerdem gewann sie einen "Platinum Award" für das beste Unterhaltungsprogramm beim Houston International Film Festival 2002.